# シュテッティン条約 (1653年)
シュテッティン条約（シュテッティンじょうやく、ドイツ語: Grenzrezeß von Stettin）は、1653年5月4日にポンメルン（ポメラニア公国）のシュテッティンでスウェーデン帝国とブランデンブルク選帝侯領の間で締結された条約。
スウェーデンとブランデンブルクは三十年戦争中に断絶したポメラニア家の領地の継承権をそれぞれ主張しており、スウェーデンは1630年のシュテッティン条約を理由とし、ブランデンブルクは1529年のグリムニッツ条約を理由とした。
分割自体は1648年のヴェストファーレン条約で決定されており、実際の国境線はシュテッティン条約で定められた。との間で結ばれた国境線を定めた協定条約である。この条約によってポンメルンの両国の国境線が確定した。条約により西ポンメルンはスウェーデン領ポメラニアに、東ポンメルンはブランデンブルク領ポンメルンになった。

## 背景

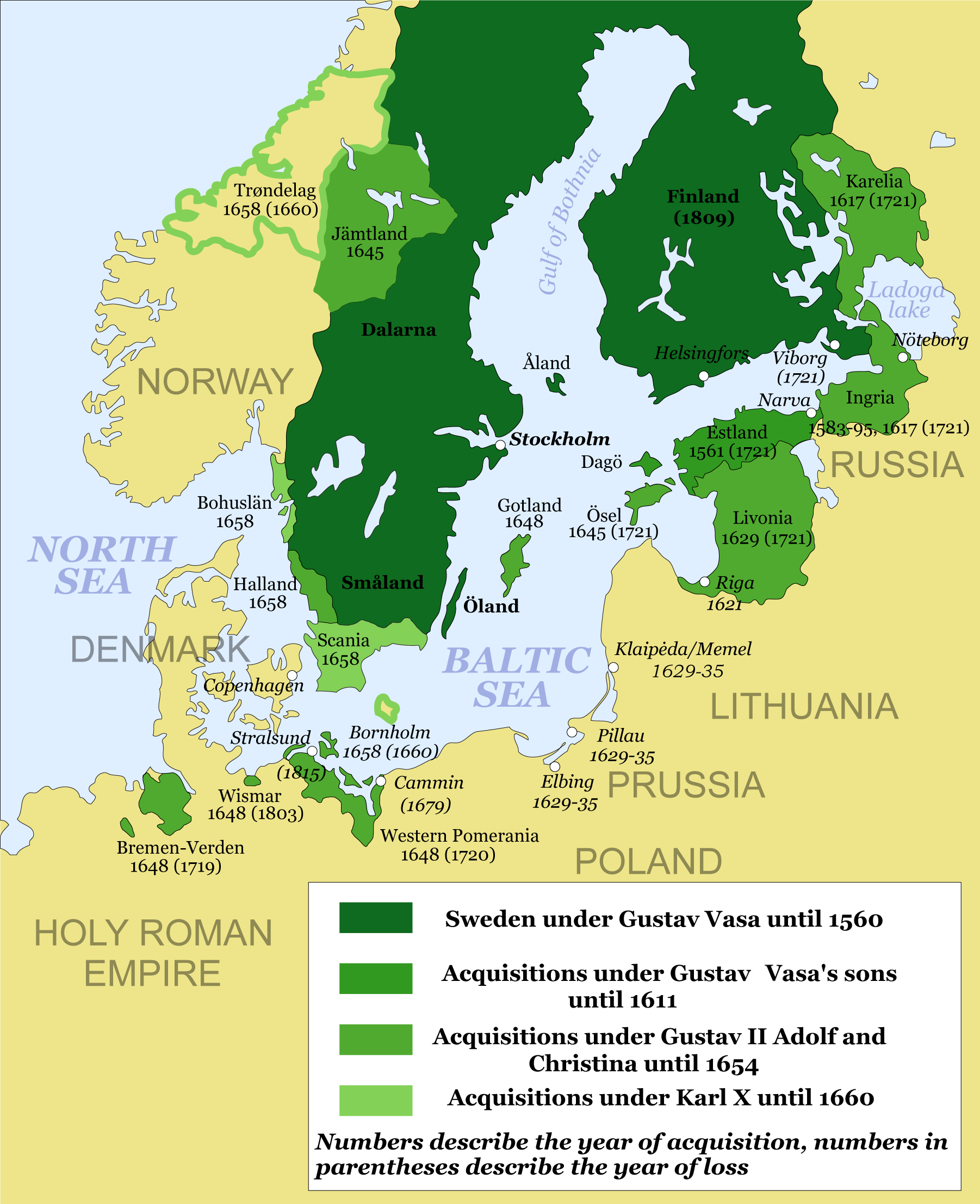
スウェーデン帝国の領土。

三十年戦争中、スウェーデンは1630年にポメラニア公国を占領した。最後のポンメルン公ボギスラフ14世は1637年に死去、遺領はグリムニッツ条約によりブランデンブルクに継承される予定だった。
しかし、この継承はスウェーデンに阻止された。三十年戦争を終結させたヴェストファーレン条約はポメラニアがスウェーデンとブランデンブルクの間で分割されることを定め、1650年のニュレンベルク条約で国境が大まかに定められた。

## 条約
正確な国境線は1653年のシュテッティン条約で定められた。ポメラニア公国はオーデル川の東に引かれた線に沿って分割され、シュテッティンを含む西ポンメルンはスウェーデン領ポメラニアに、東ポンメルンはブランデンブルク領ポンメルンになった。スウェーデンが撤退した後も、東ポンメルンの関税のうち半分はスウェーデンに支払われた。
国境線はブランデンブルクとポンメルンの国境から北へ（グライフェンハーゲンとヴィルデンブルッフはスウェーデン領に残る）、ヴィーローとシェーンフェルト（Schönfeld）を通ってヴォルティナー湖（Woltiner See）に向かい、続いてダメローとグライフェンハーゲンの間、クレボーとブリュンケン（Brünken）の間、ヘケンドルフとブーフホルツの間を通った後、プレーネ川に着き、そしてそこからフリードリヒスヴァルデの森、イーナ川を通り、ゴルノウとホーヘンブリュックを迂回（両方ともスウェーデン領）、マルティンシャー湖（Martinscher See）を通り、カミーン、トリブゾー、フリッツォーを素通り（いずれもスウェーデン領）、最後にラダック（Raddack）とリュヒェンティン（Lüchentin）の間でバルト海に着く。
1653年7月19日、ブランデンブルク領ポンメルン初のラントタークがスタルガルトで招集された。1654年にはスウェーデンの東ポンメルンからの撤退が完了した。

## 影響
条約により、スウェーデンはヴェストファーレン条約で得たヴェーザー川とエルベ川下流の領土に加えて、オーデル河口まで支配下に置くことになり、スウェーデンがライン川を除いてドイツの主要な河川の河口を全て支配することとなった。スウェーデン領ポメラニアはスウェーデンのドイツにおける足掛かりになった。

## 1679年と1720年の条約改正
スコーネ戦争の講和条約である1679年のサン＝ジェルマン＝アン＝レー条約は国境線を僅かに西へ移動、大北方戦争の講和条約である1720年のストックホルム条約は国境線を遥か西、ペーネ川とペーネシュトロム川に移動した。